# Boyolali (huyện)
Boyolali là một huyện (tiếng Indonesia: kabupaten) tại phía đông của tỉnh Trung Java ở Indonesia. Huyện lị là Boyolali, nằm cách 27 km về phía tây của Surakarta. Huyện có diện tích xấp xỉ 1.015,10 km². Điểm cao nhất trên địa bàn là núi Merbabu - 3.141 m, ngoài ra, huyện còn có ngọn núi nổi tiếng Merapi, núi lửa hoạt động nhất ở Indonesia.
Huyện Boyolali giáp với: Klaten và Yogyakarta ở phía nam; các huyện Sukoharjo, Karanganyar, Sragen và thành phố Surakarta ở phía đông; thành phố Salatiga và huyện Grobogan ở phía bắc; và huyện Magelang ở phía tây. Huyện bao gồm các phó huyện:
1. Ampel
2. Andong
3. Banyudono
4. Boyolali
5. Cepogo
6. Juwangi
7. Karanggede
8. Kemusu
9. Klego
10. Mojosongo
11. Musuk
12. Ngemplak
13. Nogosari
14. Sambi
15. Sawit
16. Selo
17. Simo
18. Teras
19. Wonosegoro